# سياسة الطاقة في ماليزيا

استهلاك الطاقة حسب المصدر، ماليزيا

حددت الحكومة الماليزية سياسة الطاقة في ماليزيا، التي تتناول قضايا إنتاج الطاقة وتوزيعها واستهلاكها. وتعمل وزارة إمدادات الكهرباء والغاز كجهة منظمة، بينما تشمل الجهات الفاعلة الأخرى في قطاع الطاقة شركات إمدادات وخدمات الطاقة، ومؤسسات البحث والتطوير، والمستهلكين. تعد شركتا بتروناس وتيناغا ناسيونال برهاد المرتبطتان بالحكومة من الجهات الفاعلة الرئيسية في قطاع الطاقة في ماليزيا.
تعد وزارة الطاقة والتكنولوجيا الخضراء والمياه، ولجنة الطاقة (سوروهانجايا تيناغا)، ومركز الطاقة الماليزي (بوسات تيناغا ماليزيا) من الوكالات الحكومية المساهمة في هذه السياسة. يعد قانون التنمية النفطية لعام 1974، والسياسة النفطية الوطنية لعام 1975، وسياسة النفاذ الوطنية لعام 1980، وقانون الإمداد الكهربائي لعام 1990، وقوانين إمداد الغاز لعام 1993، و اللوائح التنظيمية للكهرباء لعام 1994، واللوائح التنظيمية لإمدادات الغاز لعام 1997، وقانون لجنة الطاقة لعام 2001 من الوثائق التي تستند إليها السياسة.

## نظرة عامة على السياسة
حددت وزارة الطاقة والتكنولوجيا الخضراء والمياه ثلاثة أهداف رئيسية للطاقة يمكن أن تكون مفيدة في توجيه تنمية قطاع الطاقة.

### الإمداد
ضمان توفير إمدادات طاقة كافية وآمنة وفعالة من حيث التكلفة عن طريق تنمية موارد الطاقة المحلية غير المتجددة والمتجددة على حد سواء، باستخدام أحدث خيارات التكلفة وتنويع مصادر الإمداد من داخل وخارج البلاد.
هدفت ماليزيا سعيًا لتحقيق أهداف الإمداد، والمبادرات السياسية، خاصةً المتعلقة بالنفط الخام والغاز الطبيعي، إلى إطالة عمر موارد الطاقة المحلية غير المتجددة، بالإضافة إلى التنويع بعيدًا عن الاعتماد على النفط لتشمل أشكالًا أخرى من مصادر الطاقة.

### الاستخدام
تعزيز الاستخدام الفعال للطاقة ومنع الأنماط المهدرة وغير المنتجة لاستهلاك الطاقة.
تتبع هذه السياسة نهجًا لتحقيق هذا الهدف يتمثل بالاعتماد أساسًا على صناعة الطاقة والمستهلكين لزيادة الكفاءة في إنتاج الطاقة ونقلها وتحويلها واستخدامها واستهلاكها عن طريق تنفيذ برامج توعية. أثرت مبادرات إدارة الطلب على الطاقة التي اتخذتها المرافق العامة، خاصةً عن طريق الحوافز التعريفية، بعض الشيء على كفاءة الاستخدام والاستهلاك.
تهدف المبادرات الحكومية لتشجيع التوليد المشترك للطاقة أيضًا إلى الترويج لطريقة فعالة لتوليد الطاقة الحرارية والكهرباء من مصدر واحد للطاقة.

### الأثر البيئي
تقليل الآثار السلبية لإنتاج الطاقة ونقلها، وتحويلها، واستخدامها واستهلاكها على البيئة.
شهد الهدف البيئي مبادرات سياسية محدودة في الماضي. تخضع جميع مشاريع تنمية الطاقة الرئيسية لمتطلبات تقييم الأثر البيئي الإلزامي. وتخضع النتائج البيئية، مثل الانبعاثات والتصريفات والضوضاء، لمعايير الجودة البيئية مثل جودة الهواء ومعايير الانبعاثات.

## سياسة الطاقة المتجددة
تسعى الحكومة الماليزية إلى تكثيف تنمية الطاقة المتجددة، وخاصةً الكتلة الحيوية، باعتبارها مورد «الوقود الخامس» بموجب سياسة تنويع الوقود في البلاد. هدفت السياسة، الموضوعة في عام 2001، إلى توفير الطاقة المتجددة نسبة 5% من توليد الكهرباء بحلول عام 2005، أي ما يعادل ما بين 500 و600 ميجاواط (MW) من القدرة المنشأة. عززت السياسة من خلال الحوافز المالية، مثل الخصومات الضريبة على الاستثمار وبرنامج الطاقة المتجددة الصغيرة (إس آر إي بّي)، ما شجع ربط محطات توليد الطاقة المتجددة الصغيرة بالشبكة الوطنية.
يسمح برنامج الطاقة المتجددة الصغيرة لمشاريع الطاقة المتجددة التي تصل قدرتها حتى 10 ميجاواط ببيع إنتاجها من الكهرباء إلى شركة تيناغا ناسيونال برهاد، بموجب اتفاقيات ترخيص لمدة 21 عامًا. استُلمت طلبات عديدة للبرنامج، شملت أساسًا مشاريع الكتلة الحيوية، وكان أكثر من نصفها مشاريع لتوليد الطاقة من مخلفات زيت النخيل. في عام 2005، كان هناك 28 مشروعًا معتمدًا من مشاريع الكتلة الحيوية تضمنت تركيب 194 ميجاواط من القدرة المتصلة بالشبكة. وفرت أربعة مشاريع متعلقة بغاز مدافن القمامة، بقدرة 9 ميجاواط، و 18 مشروعًا صغيرًا للطاقة الكهرومائية 69.9 ميجاواط من القدرة الإجمالية.
أعلنت الحكومة الماليزية في عام 2013، عن إعفاء ضريبي على الاستثمار بنسبة 100% على النفقات الرأسمالية المؤهلة. رغم أن حساب النفقات الرأسمالية المؤهلة (كيو سي إي) وضع لمدة أقصاها خمس سنوات. اتخذ هذا الإجراء لتشجيع الاستثمار في قطاع الطاقة المتجددة.
بذلت هيئة تنمية الطاقة المستدامة (إس إي دي إيه) في ماليزيا في عام 2016، جهودًا شاملة لرسم خرائط الرياح البرية. تعد هيئة تنمية الطاقة المستدامة الماليزية هيئة قانونية شكلت بموجب قانون هيئة تنمية الطاقة المستدامة لعام 2011. تعد إدارة وتنظيم تنفيذ آلية تعريفة التغذية الكهربائية  (إف آي تي)، بما في ذلك صندوق الطاقة المتجددة المجاز بموجب قانون الطاقة المتجددة لعام 2011، أحد الأدوار الرئيسية لهيئة تنمية الطاقة المستدامة. أنشئ صندوق الطاقة المتجددة لدعم مخطط تعريفة التغذية الكهربائية. تحدد عملية رسم خرائط الرياح البرية الحالية ما إذا كان ينبغي تضمين طاقة الرياح في نظام تعريفة التغذية الكهربائية.

## الإنتاج والاستهلاك
اعتمد إنتاج الطاقة في ماليزيا تقليديًا على النفط والغاز الطبيعي. تمتلك ماليزيا حاليًا 13 جيجاواط من الطاقة الكهربائية المولدة. تبلغ قدرة توليد الطاقة المتصلة بالشبكة الوطنية الماليزية 19,023 ميجاواط، مع طلب أقصى يبلغ 13,340 ميجاواط منذ يوليو 2007 وفقًا لسوروهانجايا تيناغا. في عام 2007، بلغ إجمالي توليد الكهرباء 108,539 جيجاوات ساعي مع استهلاك إجمالي بلغ 97,113 جيجاوات ساعي أو 3,570 كيلوواط. ساعي للفرد. يتكون مزيج وقود التوليد من 62.6% من الغاز، و20.9% من الفحم، و9.5% من الطاقة الكهرمائية، و7% من أشكال الوقود الأخرى. وفي 2007، استهلكت البلاد ككل 514 ألف برميل (23,6 مليون طن) من النفط يوميًا مقابل إنتاج بلغ 755 ألف برميل (34,2 مليون طن) يوميًا.
ومع ذلك، لا تملك ماليزيا سوى 33 عامًا من احتياطيات الغاز الطبيعي، و19 عامًا من احتياطيات النفط، مع زيادة الطلب على الطاقة. ونتيجةً لذلك، تتوسع الحكومة الماليزية في مصادر الطاقة المتجددة. يولد حاليًا 16% من الطاقة الكهربائية الماليزية كهرومائيًا، والـ84% المتبقية حراريًا. تهيمن بتروناس المملوكة للدولة على صناعة النفط والغاز في ماليزيا حاليًا، وتنظم سوروهانجايا تيناغا قطاع الطاقة ككل، وهي لجنة قانونية تنظم الطاقة في شبه الجزيرة وصباح، بموجب أحكام قانون لجنة الكهرباء لعام 2001.

## كفاءة الطاقة
يعتبر نصيب الفرد من الطاقة مرتفعًا نسبيًا في ماليزيا مقارنةً بالبلدان ذات الدخل المتوسط الأعلى الأخرى مثل البرازيل أو تركيا أو الصين. استهلك قطاع النقل 23,425 كيلو طن نفط مكافئ (ktoe) في عام 2015، ما يعني أنه كان مسؤولًا عن 45.2% من إجمالي الطاقة المستهلكة في ماليزيا. تبعه القطاع الصناعي، الذي استهلك 13,989 كيلو طن نفط مكافئ (27.0% من إجمالي الطلب على الطاقة)؛ ثم القطاعات السكنية والتجارية باستهلاك بلغ 7,559 كيلو طن (14.6% من إجمالي الطلب على الطاقة)؛ ثم الاستخدامات غير المتعلقة بالطاقة مثل تصنيع المواد الكيميائية باستهلاك بلغ 5,928 كيلو طن (11.4%) واستهلكت الزراعة النسبة الباقية.
أنشأت هيئة الطاقة الماليزية العديد من برامج كفاءة الطاقة. أبدت الحكومات المحلية أيضًا ريادتها في سياسات كفاءة الطاقة: إذ سعت بوتراجايا لتصبح «مدينة خضراء» بحلول عام 2025، بينما طورت إسكندر ماليزيا «مخطط مجتمعي منخفض الكربون».
توجد فرص هامة لتحسين كفاءة الطاقة في المناطق الحضرية، حيث يعيش 73% من سكان ماليزيا. ويتركز أكثر من 90% من النشاط الاقتصادي في ماليزيا. يمكن أن تخفض جوهر بهرو مثلًا انبعاثاتها بمقدار الربع بحلول عام 2025 عن طريق مجموعة من الاستثمارات الفعالة من حيث التكلفة مثل: التحول من الديزل إلى الغاز الطبيعي في صناعات المطاط والبتروكيماويات، وتشجيع السيارات الهجينة، واعتماد معايير أكثر طموحًا للأبنية الخضراء وإدخال معايير إلزامية لأداء الطاقة للأجهزة مثل مكيفات الهواء. نفذت سوروهانجايا تيناجا (هيئة الطاقة) بالفعل بعض هذه الإجراءات. أدخلت اللوائح التنظيمية للكهرباء لعام 1994 مثلًا أنظمة التوسيم ومعايير الأداء لمكيفات الهواء، والثلاجات، والمراوح المنزلية وأجهزة التلفزيون. توجد أيضًا مجموعة من المخططات الحكومية لتمويل تعديلات الطاقة في المباني، والتي كانت مختلفة مستويات الفعالية.